# 黒飯
黒飯（こくはん）は、日本各地で弔事に食べる黒豆を使ったおこわ。

## 概要
赤飯と違いご飯に色はついていない。葬式や法事の食事の際に、折詰で出されることが多い。赤飯のように日常食化はされておらず、通常は販売されていない。
上記葬祭の飯として仕出し屋などからも注文で取る事ができ、北海道では比較的どこでも見る事ができる（入植時に道外の風習が持ち込まれた影響であり、南房総を筆頭に日本中で散見される）。